# Mercédès Jellinek
Mercédès Adrienne Manuela Ramona Jellinek (16. září, 1889, Vídeň – 23. února 1929, Vídeň) byla dcera rakouského podnikatele Emila Jellineka a jeho ženy Rachel Goggmann Cenrobert. Je to dívka, jejíž jméno nesou automobily značky Mercedes-Benz. Prvním modelem, který po ní byl na přání jejího otce pojmenován, byl v roce 1901 zcela nový model Mercedes 35 PS, který znamenal významný pokrok ve vývoji automobilů.
V roce 1909 se Mercedes v Nice provdala za barona von Schlossera. Měli spolu dvě děti – Elfriede (* 1912) a Hanse-Petera (* 1916). Rodina žila ve Vídni až do první světové války, která ji přivedla na mizinu, takže Mercedes v jejím závěru prosila na ulici o jídlo.
O něco později svého muže i děti opustila a provdala se znovu, tentokrát za barona Rudolfa von Weigla, což byl talentovaný, ale chudý sochař.
Zemřela ve Vídni v roce 1929, příčinou její smrti ve 39 letech byl kostní nádor. Její ostatky byly uloženy do rodinné hrobky, v níž byl pohřben i její dědeček – vrchní rabín Vídně Adolf Jellinek.